# Borgmestre i Sandur
Borgmestre i Sandur er en liste over borgermestre i Sandur's kommune, på Færøerne, i perioden 1993 − 2013.

## Borgmestre
| Periode   | Navn               |
| --------- | ------------------ |
| –1993     | Tummas Løkjá       |
| 1993–2001 | Eyðun M. Viderø    |
| 2001–2002 | Jonna Krog Poulsen |
| 2002–2009 | Páll á Reynatúgvu  |
| 2009–     | Brandur Sandoy     |